# کلرامفنیکل
کلرامفنیکل (Chloramphenicol) نوعی آنتی‌بیوتیک برای درمان عفونت‌های باکتریایی است که در سال ۱۹۴۹ عرضه شد. این دارو ساختمان ساده‌ای دارد و اولین بار از میکروبی به‌نام Streptomyces venequelae جدا گردید. هیچ داروی ضد میکروبی دیگری در این کلاس دارویی کشف نشده‌است. این دارو جزو نخستین انواع آنتی‌بیوتیک‌ها محسوب می‌شود که علیه طیف متنوعی از باکتری‌ها مؤثر است و به همراه تتراسایکلین از انواع ساده و ارزان آنتی‌بیوتیک محسوب می‌شود و به همین دلیل در کشورهای در حال توسعه از انتخابی‌ترین انواع آنتی‌بیوتیک است. اما در کشورهای توسعه‌یافته، به جز درمان موضعی التهاب ملتحمه چشم، کلرامفنیکل درمان رده اول هیچ نوع عفونتی نیست.

## موارد مصرف
به صورت موضعی برای عفونت‌های چشم و گوش بکار برده می‌شود. به صورت خوراکی یا تزریقی در بدن توزیع می‌شود و به‌طور مؤثر در مغز نفوذ می‌کند لذا برای درمان مننژیت و آبسه‌های مغز مناسب است. همچنین برای تب تیفوئید و عفونت‌های شش بکار می‌رود. به ویژه برای مبارزه با عفونت‌های حاد مانند التهاب اپیگلوت یا مننژیت ناشی از باکتری‌های مقاوم به آنتی‌بیوتیک‌های دیگر بکار می‌رود. تب کیو، تب نقطه‌ای کوه‌های راکی و عفونت‌های مشابه را نیز می‌توان با این دارو مداوا کرد.

## مکانیسم اثر
کلرامفنیکل از طریق پیوند برگشت‌ناپذیر با ریبوزوم باکتری‌ها بیوسنتز پروتئین را مهار می‌کند. کلرامفنیکل یک آنتی‌بیوتیک باکتریواستاتیک (Bacteriostatic) است، هر چند در برابر هموفیلوس آنفلوانزا (Haemophilus influenzae)، نیسریا مننژیتیدیس (Neisseria meningitidis) و باکتروییدها (Bacteroides) باکتریسیدال (Bactericidal) محسوب می‌گردد.

## عوارض جانبی
گاهی سرکوب غیرقابل بازگشت مغز استخوان (BONE MARROW SUPPRESSION) و آنمی آپلاستیک به دنبال آن، کم خونی، کاهش تعداد سلول‌های خونی، مشکل بینایی، واکنش حساسیت شدید، مشکلات گوارشی، نارسایی کبدی، زردی و باعث ایجاد بیماری کودک خاکستری و ایجاد کاندیدازیس می‌شود.

## موارد منع مصرف
مصرف کلرامفنیکل در بیمارانی که از داروهای ساپرس کننده سیستم ایمنی از جمله دارو های شیمی‌درمانی ، داروهای مورد استفاده در پیوند و کورتون های قوی استفاده میکنند باید با احتیاط مصرف شود. در نارسایی کلیوی و کبدی حاد مصرف دارو باید با احتیاط و دوز های پایین انجام شود. در بارداری کلرامفنیکل منع مصرف رده C دارد. در دوران شیردهی نیز مصرف این دارو توصیه نمیشود.